# ترواده

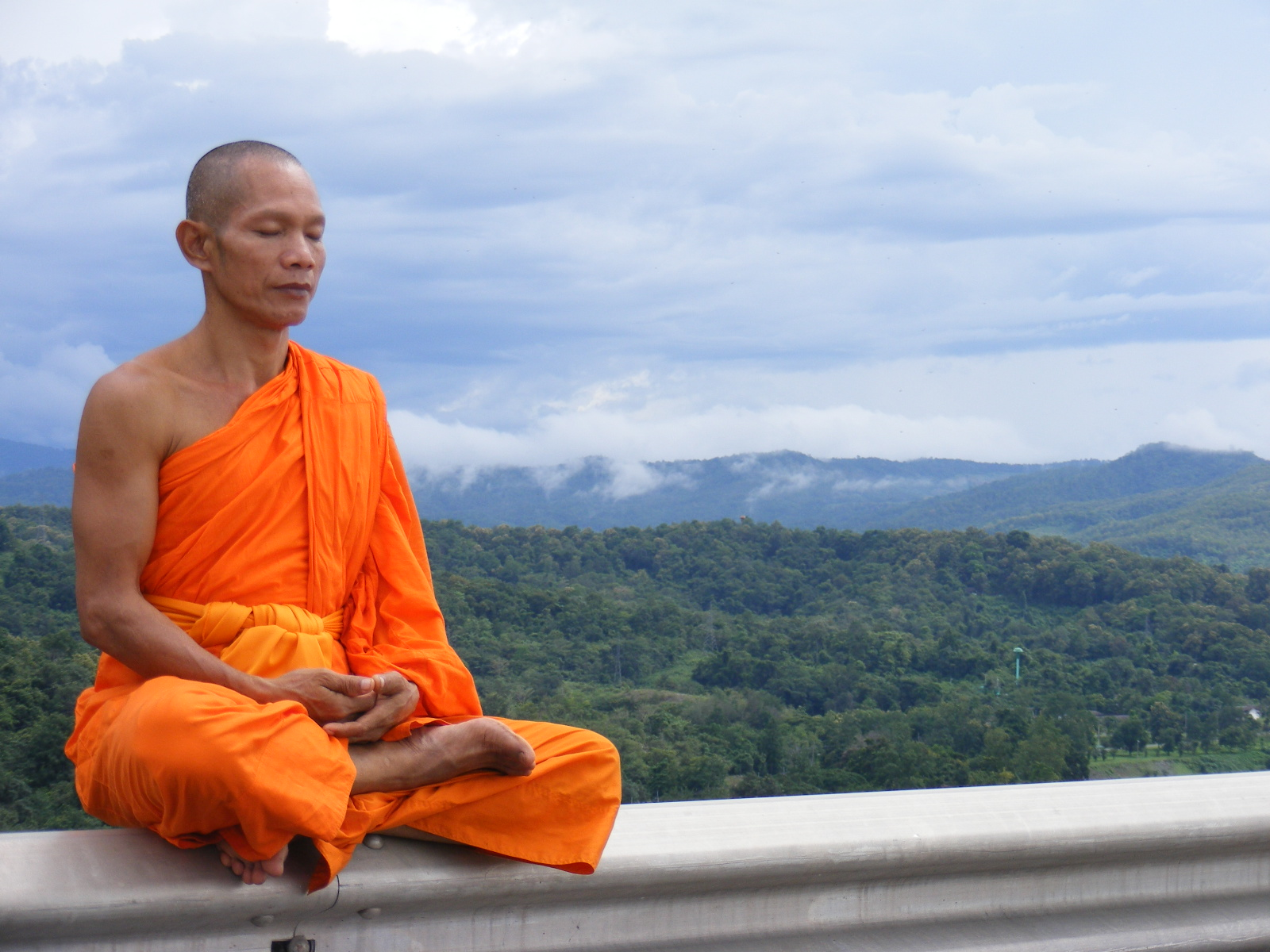
راهب تایلندی در حال تمرکز

ترواده (Theravāda) کهن‌ترین شاخه باقی‌مانده بودایی است. این کلمه از زبان سانسکریت گرفته شده و به معنای تعلیم بزرگان می‌باشد. این شعبه از بودیسم بسیار محافظه‌کار بوده و نسبت به باقی شاخه‌های سنتی، به بودیسم اولیه نزدیک‌تر است.
برای چندین قرن، ترواده دین اصلی مردم سری‌لانکا (امروزه حدود ۷۰٪ جمعیت) و کشورهای کامبوج، لائوس، میانمار و تایلند بوده‌است. همچنین ترواده در جنوب غربی چین (میان گروه‌های قومی تائی و شان)، ویتنام (میان خمر کروم)، بنگلادش (میان گروه‌های قومی بروآس، چاکما، تاچانگیا) مالزی و اندونزی نیز رواج دارد. در ضمن، تعداد پیروان آن نیز در سنگاپور و کشورهای غربی در حال افزایش می‌باشد.
امروزه جمعیت پیروان ترواده در سراسر جهان به ۱۵۰ میلیون نفر می‌رسد و طی دهه‌های اخیر در غرب و هند روبه افزایش گذارده‌است. Theravāda.مدرسه بزرگان رایج‌ترین نام پذیرفته شده قدیمی‌ترین مکتب موجود بودائیسم است. طرفداران این مکتب که تراوادین نامیده می‌شوند، نسخه خود را از آموزش گوتاما بودا یا بودا دهاما در قانون پالی برای بیش از دو هزار سال حفظ کرده‌اند. قانون پالی کامل‌ترین قانون بودایی است که در یک زبان کلاسیک هندی، پالی، باقی مانده‌است، که به عنوان زبان مقدس مدرسه عمل می‌کند. بر خلاف ماهایانا و وجرایانا، تراوادا در مسائل آموزه (پاریاتی) و انضباط رهبانی (وینایا) محافظه کار است. یکی از عناصر این محافظه کاری این واقعیت است که تراوادا اصالت سوتراهای ماهایانا (که در قرن اول قبل از میلاد به بعد ظاهر شدند) را رد می‌کند. تراوادای مدرن از راسته ماهاویهارا، شاخه سریلانکای سنت ویباجاوادا، که به نوبه خود، فرقه ای از استاویرا نیکایای هندی است، گرفته شده‌است. این سنت از قرن سوم قبل از میلاد به بعد در سریلانکا شروع به تثبیت کرد. در سریلانکا بود که قانون پالی نوشته شد و ادبیات تفسیری مدرسه توسعه یافت. از سریلانکا، سنت Theravāda Mahavihāra متعاقباً به آسیای جنوب شرقی گسترش یافت. تراوادا دین رسمی سریلانکا، میانمار و کامبوج، و نوع اصلی غالب بودایی است که در لائوس و تایلند یافت می‌شود و توسط اقلیت‌ها در هند، بنگلادش، چین، نپال، کره شمالی، ویتنام، فیلیپین و تایوان انجام می‌شود. مهاجران همه این گروه‌ها، و همچنین نوکیشان در سراسر جهان، بودیسم تراوادا را پذیرفته و اجرا می‌کنند. در دوره معاصر، تحولات جدید شامل مدرنیسم بودایی، جنبش ویپاسانا که تمرین مراقبه تراوادا را دوباره تقویت کرد، رشد سنت جنگل تایلندی که بر رهبانیت جنگل و گسترش تراوادا به سمت غرب به مکان‌هایی مانند هند و نپال تأکید داشت. همراه با مهاجران بودایی و نوکیشان در اتحادیه اروپا و ایالات متحده.

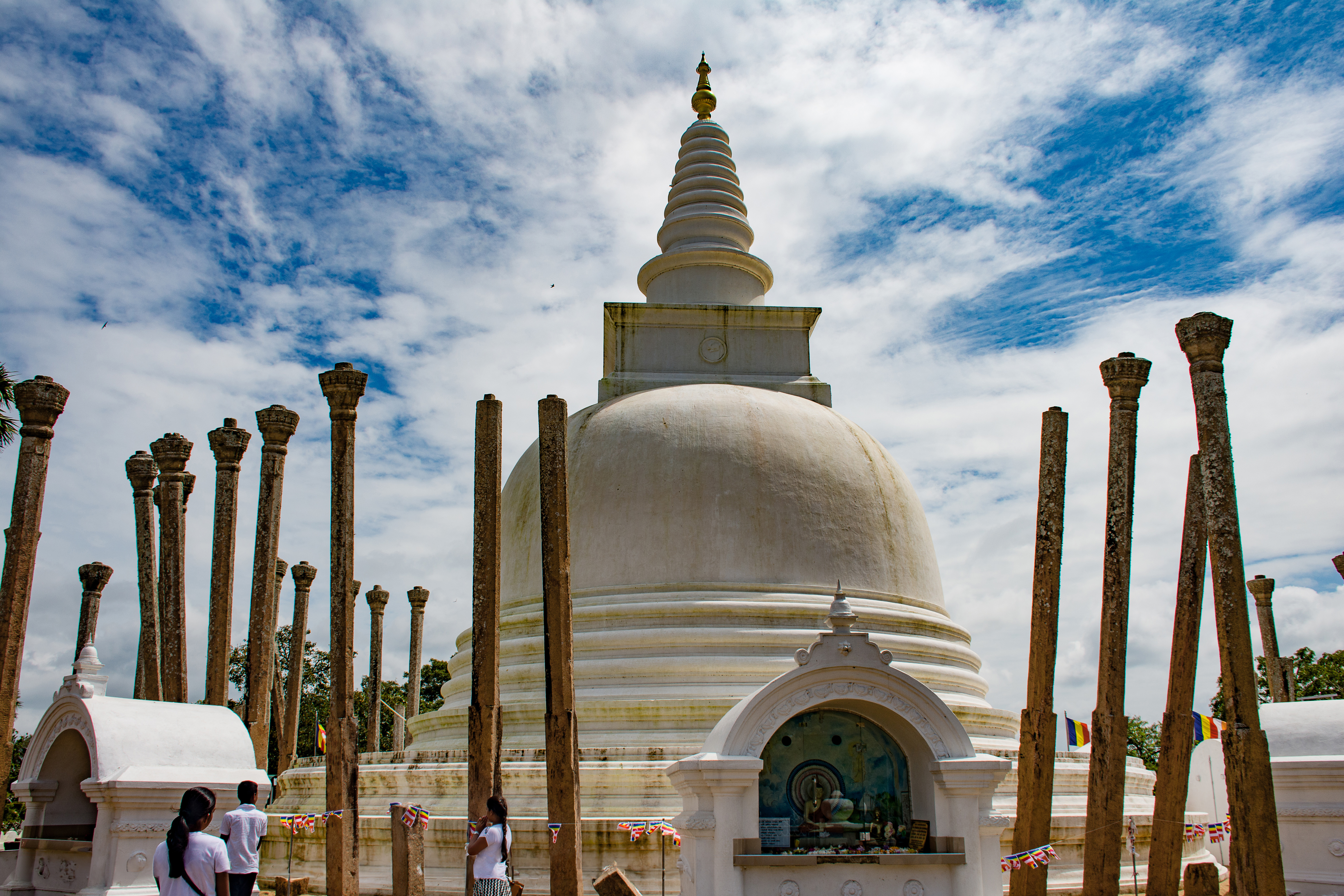